# Fernando Batista Fernandes
Fernando Batista Fernandes (Brasília, 4 de setembro de 1969) é um delegado de polícia e político brasileiro filiado ao Partido Republicano da Ordem Social (PROS).

## Biografia
Nascido em 1969, em Ceilândia, Fernando teve uma vista bastante humilde. Começou a trabalhar ainda na adolescência em diversas funções como vendedor ambulante, lavador de carros, cobrador de ônibus e feirante.
Fernandes, passou em um concurso público para escrivão da Polícia Civil do Distrito Federal e depois passou em concurso público para a carreira de delegado. Dentro da instituição de poícia do distrito federal, Fernandes atuou no Posto Policial do Touring, 26ª DP (Riacho Fundo), Delegacia da Criança e do Adolescente II (DCA II), 30ª DP (São Sebastião) e todas as delegacias de Taguatinga e Ceilândia. Também atuou como conselheiro tutelar.
Iniciou sua vida política candidatando-se ao cargo de Deputado distrital no  Distrito Federal, usando o nome de Delegado como nome eleitoral. Filiado ao PROS, conquistou 29.420 votos tendo como reduto eleitoral Sol Nascente, sendo o segundo mais votado para o cargo, atrás apenas de Martins Machado do PRB. Atualmente é administrador regional de Ceilândia.

### Desempenho eleitoral
| Ano  | Cargo                          | Votos  | Resultado | Ref.  |
| ---- | ------------------------------ | ------ | --------- | ----- |
| 2018 | Deputado distrital de Brasília | 29.420 | Eleito    | [ 7 ] |

## Controvérsias

### Suspeita de corrupção
Nos anos de 2019 e 2020, Batista tem enfrentados uma séries de acusações por possíveis condutas indevidas. Dentre as práticas supostamente irregulares estão fraudes em emissão de atestados médicos durante as eleições de 2018, além de recebimentos de recursos financeiros ilícitos para campanha eleitoral e esquema de "rachadinha". Fernandes, indicou Deivid Lopes Ferreira para ser assessor de Telma Rufino de seu partido, que foi preso por  tráfico de influência e falsidade ideológica, porém negou que supostamente tenha feita a indicação e preferiu dizer que apenas deu um "aval" sobre o nome do assessor.
Em sua defesa para o jornal Metrópoles, Fernandes negou as acusações: "Até então, não tinha nada e, como num passe de mágica, começaram a aparecer acusações. É uma ação orquestrada de difamação."